# Setymkul Dzhumanazarov
Setymkul Dzhumanazarov (Rusia, 17 de septiembre de 1951-2 de abril de 2007) es un atleta soviético retirado, especializado en la prueba de maratón en la que llegó a ser medallista de bronce olímpico en 1980.

## Carrera deportiva
En los JJ. OO. de Moscú 1980 ganó la medalla de bronce en la maratón, recorriendo los 42,195 km en un tiempo de 2:11:35 segundos, llegando a la meta tras el alemán Waldemar Cierpinski y el neerlandés Gerard Nijboer (plata).